# Microsoft Word
 For alternative betydninger, se Word.
Microsoft Word er et tekstbehandlingsprogram lavet af Microsoft. Det var oprindelig lavet af Richard Brodie i 1983 for IBM PC'er med styresystemet DOS. Senere versioner blev lavet for Apple Macintosh (1984), SCO UNIX, OS/2 og Microsoft Windows (1989). Det blev en del af Microsoft Office-pakken.
Words første generelle udgivelse var for MS-DOS-computere den 2. maj 1983. Det blev ikke godt taget imod, og salget overgik overhovedet ikke de andre konkurrenter som WordPerfect.
Selvom MS-DOS var et tegn-baseret system, var Word til DOS det første tekstredigeringsprogram for IBM PC, der viste ting som fed og kursiv direkte på skærmen, mens man lavede det, selvom det ikke var et rigtigt WYSIWYG-system. Andre DOS redigeringsprogrammer, som WordStar og WordPerfect, brugte et simpelt kun-tekst-display med koder på skærmen i alternative farver.